# Arvid Brenner
Fritz Helge Heerberger, känd under pseudonymen Arvid Brenner, född 6 juli 1907 i Berlin, död 3 januari 1975 i Spånga, Stockholm, var en svensk författare och översättare.
Brenner var son till den tyske ingenjören Wilhelm Heerberger och den svenska författarinnan Eugenie Beskow-Heerberger, som var syster till psalmförfattaren och pacifisten Natanael Beskow. Han studerade i Tyskland och Sverige och bosatte sig i Sverige efter nazistpartiets (NSDAP) maktövertagande i Tyskland 1933. Brenner blev svensk medborgare 1938 och var under 1930-talet krönikör i tidskriften Tidevarvet. Brenner var en populär författare under 1940-talet då Tidens förlag sålde stora upplagor av hans böcker. Han har varit bortglömd under många år men återupptäcktes av Ingemar Hermansson som skrev en biografi om honom, Den fruktbara hemlösheten.
Han var från 1949 gift med skådespelaren och författaren Eva Malmquist (1910–1985). Makarna är begravda på Råcksta begravningsplats.